# Kierdorfer Wald

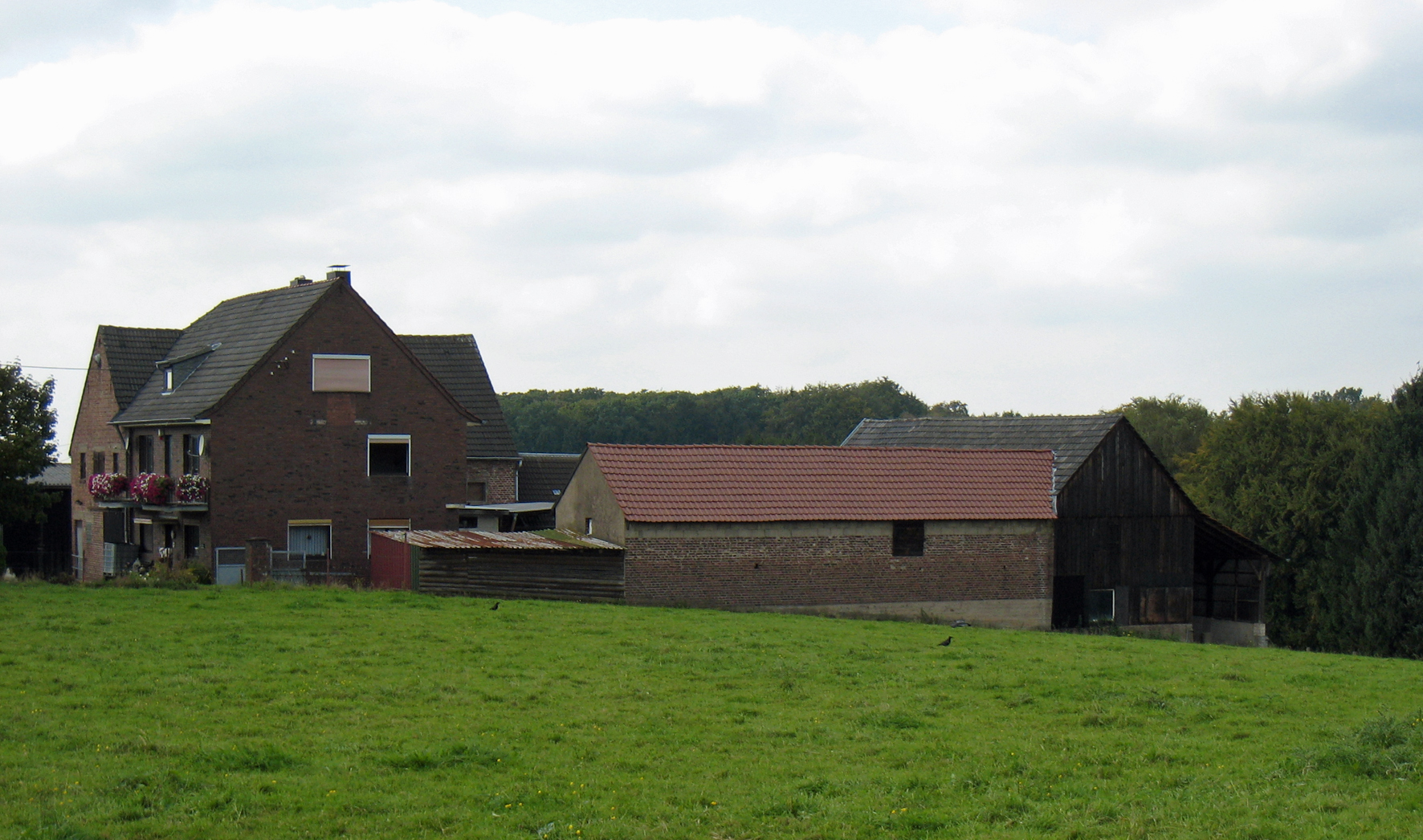
Bauernhof in Kierdorfer Wald

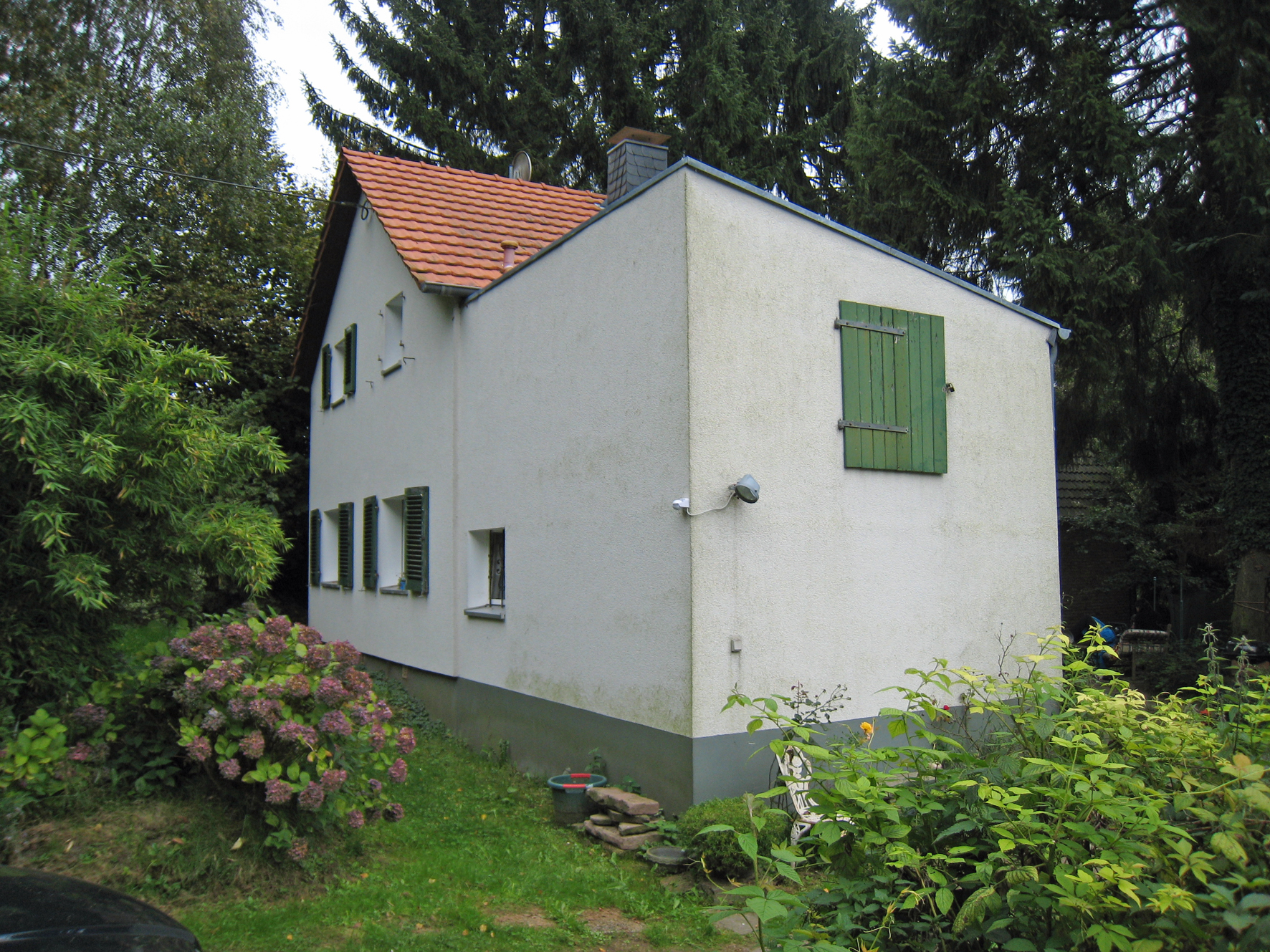
Gehöft im äußersten Westen von Kierdorfer Wald

Kierdorfer Wald, im Volksmund Hocklenbock, ist ein Ortsteil im Stadtteil Herkenrath von Bergisch Gladbach.

## Geschichte
Ursprünglich hatte die Ortschaft den Namen Hocklenbock, ein mundartliches Wort, das übersetzt so viel wie Purzelbaum heißt. Über die Herkunft des Namens ist nichts bekannt. Die Ansiedlung bestand aus zwei Höfen, die in ihren Grundzügen immer noch vorhanden sind.
1960 wurde die Ortschaft Hocklenbock umbenannt in Kierdorfer Wald. Dieser Name  geht zurück auf die Gewannenbezeichnung Kirdorfer Wald, die in dieser Weise auch im Urkataster erwähnt wird. Das Waldstück ist ab dem 13. Jahrhundert als zum Kierdorfer Hof gehörend nachgewiesen.